# Алмейда, Рикарду
Рика́рду Алме́йда (порт.-браз. Ricardo Almeida; род. 29 ноября 1976, Нью-Йорк) — американский боец бразильского происхождения, представитель средней весовой категории. Выступал на профессиональном уровне в период 2000—2011 годов, известен по участию в турнирах таких организаций как UFC, Pride, Pancrase, владел титулом чемпиона Pancrase в среднем весе. Также известен как тренер по бразильскому джиу-джитсу и судья ММА.

## Биография
Рикарду Алмейда родился 29 ноября 1976 года в Нью-Йорке. Будучи этническим бразильцем, с юных лет активно занимался бразильским джиу-джитсу, состоял в команде ассоциации Gracie Barra. Победитель и призёр множества престижных соревнований по БЖЖ, в том числе побеждал на панамериканских чемпионатах и чемпионатах Бразилии, неоднократно попадал в число призёров чемпионата мира по грэпплингу ADCC. Удостоен чёрного пояса по БЖЖ, имеет четвёртый дан — получил его от известного мастера единоборств Рензу Грейси.
В смешанных единоборствах дебютировал в декабре 2000 года в крупной японской организации Pride Fighting Championships, единогласным решением судей победил местного японского бойца Акиру Сёдзи. Затем подписал контракт с крупнейшим американским промоушеном Ultimate Fighting Championship, но большого успеха здесь не добился, в трёх боях потерпел два поражения — от американца Мэтта Линдлэнда и россиянина Андрея Семёнова.
В период 2002—2003 годов вновь выступал в Японии в организации Pancrase, взял верх над такими японскими бойцами как Осами Сибуя, Икухиса Минова, Юки Сасаки, Кадзуо Мисаки, а также завоевал титул чемпиона в средней весовой категории, выиграв с помощью удушающего приёма «гильотина» у американца Нейта Марквардта. В 2004 году отказался от своего чемпионского титула и ещё раз выступил в Pride, где так же стал победителем. Находясь на серии из шести побед подряд, Алмейда принял решение прервать спортивную карьеру и полностью посвятил себя тренерской работе в собственной школе джиу-джитсу недалеко от Нью-Джерси.
В 2008 году Рикарду Алмейда вернулся в большой спорт, подписав новое долгосрочное соглашение с UFC. Выступал с переменным успехом, в течение трёх лет провёл в организации восемь поединков, из которых пять выиграл и три проиграл. В марте 2011 года единогласным решением судей уступил Майку Пайлу и вскоре объявил об окончательном завершении карьеры бойца.
Ныне в семьёй проживает в городке Бордертаун, штат Нью-Джерси. Владелец и старший инструктор Школы бразильского джиу-джитсу Рикарду Алмейды в Роббинсвилле. Является профессиональным рефери, неоднократно принимал участие в соревнованиях по ММА в качестве судьи, в том числе судил поединки на турнирах UFC.

## Статистика в профессиональном ММА
| Боёв 18          | Побед 13 | Поражений 5 |
| ---------------- | -------- | ----------- |
| Нокаутом         | 0        | 1           |
| Сдачей           | 5        | 1           |
| Решением         | 8        | 2           |
| Дисквалификацией | 0        | 1           |

| Результат | Рекорд | Соперник       | Способ                            | Турнир                               | Дата             | Раунд | Время | Место              | Примечание                                      |
| --------- | ------ | -------------- | --------------------------------- | ------------------------------------ | ---------------- | ----- | ----- | ------------------ | ----------------------------------------------- |
| Поражение | 13-5   | Майк Пайл      | Единогласное решение              | UFC 128                              | 19 марта 2011    | 3     | 5:00  | Ньюарк, США        |                                                 |
| Победа    | 13-4   | Ти Джей Грант  | Единогласное решение              | UFC 124                              | 11 декабря 2010  | 3     | 5:00  | Монреаль, Канада   |                                                 |
| Поражение | 12-4   | Мэтт Хьюз      | Техническая сдача (захват головы) | UFC 117                              | 7 августа 2010   | 1     | 3:15  | Окленд, США        |                                                 |
| Победа    | 12-3   | Мэтт Браун     | Сдача (удушение сзади)            | UFC 111                              | 27 марта 2010    | 2     | 3:30  | Ньюарк, США        | Дебют в полусреднем весе.                       |
| Победа    | 11-3   | Кендалл Гроув  | Единогласное решение              | UFC 101                              | 8 августа 2009   | 3     | 5:00  | Филадельфия, США   |                                                 |
| Победа    | 10-3   | Мэтт Хорвич    | Единогласное решение              | UFC Fight Night: Condit vs. Kampmann | 1 апреля 2009    | 3     | 5:00  | Нашвилл, США       |                                                 |
| Поражение | 9-3    | Патрик Коте    | Раздельное решение                | UFC 86                               | 5 июля 2008      | 3     | 5:00  | Лас-Вегас, США     |                                                 |
| Победа    | 9-2    | Роб Юндт       | Сдача (гильотина)                 | UFC 81                               | 2 февраля 2008   | 1     | 1:08  | Лас-Вегас, США     |                                                 |
| Победа    | 8-2    | Рё Тёнан       | Единогласное решение              | Pride Bushido 3                      | 23 мая 2004      | 2     | 5:00  | Иокогама, Япония   |                                                 |
| Победа    | 7-2    | Нейт Марквардт | Сдача (гильотина)                 | Pancrase: Hybrid 10                  | 30 ноября 2003   | 1     | 4:53  | Токио, Япония      | Выиграл титул чемпиона Pancrase в среднем весе. |
| Победа    | 6-2    | Кадзуо Мисаки  | Решение большинства               | Pancrase: 10th Anniversary Show      | 31 августа 2003  | 3     | 5:00  | Токио, Япония      |                                                 |
| Победа    | 5-2    | Юки Сасаки     | Единогласное решение              | Pancrase: Hybrid 4                   | 12 апреля 2003   | 3     | 5:00  | Токио, Япония      |                                                 |
| Победа    | 4-2    | Икухиса Минова | Единогласное решение              | Pancrase: Hybrid 2                   | 16 февраля 2003  | 3     | 5:00  | Осака, Япония      |                                                 |
| Победа    | 3-2    | Осами Сибуя    | Сдача (удушение сзади)            | Pancrase: Spirit 8                   | 30 ноября 2002   | 1     | 3:25  | Иокогама, Япония   |                                                 |
| Поражение | 2-2    | Андрей Семёнов | TKO (удары руками)                | UFC 35                               | 11 января 2002   | 2     | 2:01  | Анкасвилл, США     |                                                 |
| Победа    | 2-1    | Юджин Джексон  | Сдача (треугольник)               | UFC 33                               | 28 сентября 2001 | 1     | 4:06  | Лас-Вегас, США     | Дебют в среднем весе.                           |
| Поражение | 1-1    | Мэтт Линдлэнд  | DQ (повторяющиеся нарушения)      | UFC 31                               | 4 мая 2001       | 3     | 4:21  | Атлантик-Сити, США | Бой в полутяжёлом весе.                         |
| Победа    | 1-0    | Акира Сёдзи    | Единогласное решение              | Pride 12                             | 9 декабря 2000   | 2     | 5:00  | Сайтама, Япония    |                                                 |